# 大屋根 (大阪万博)

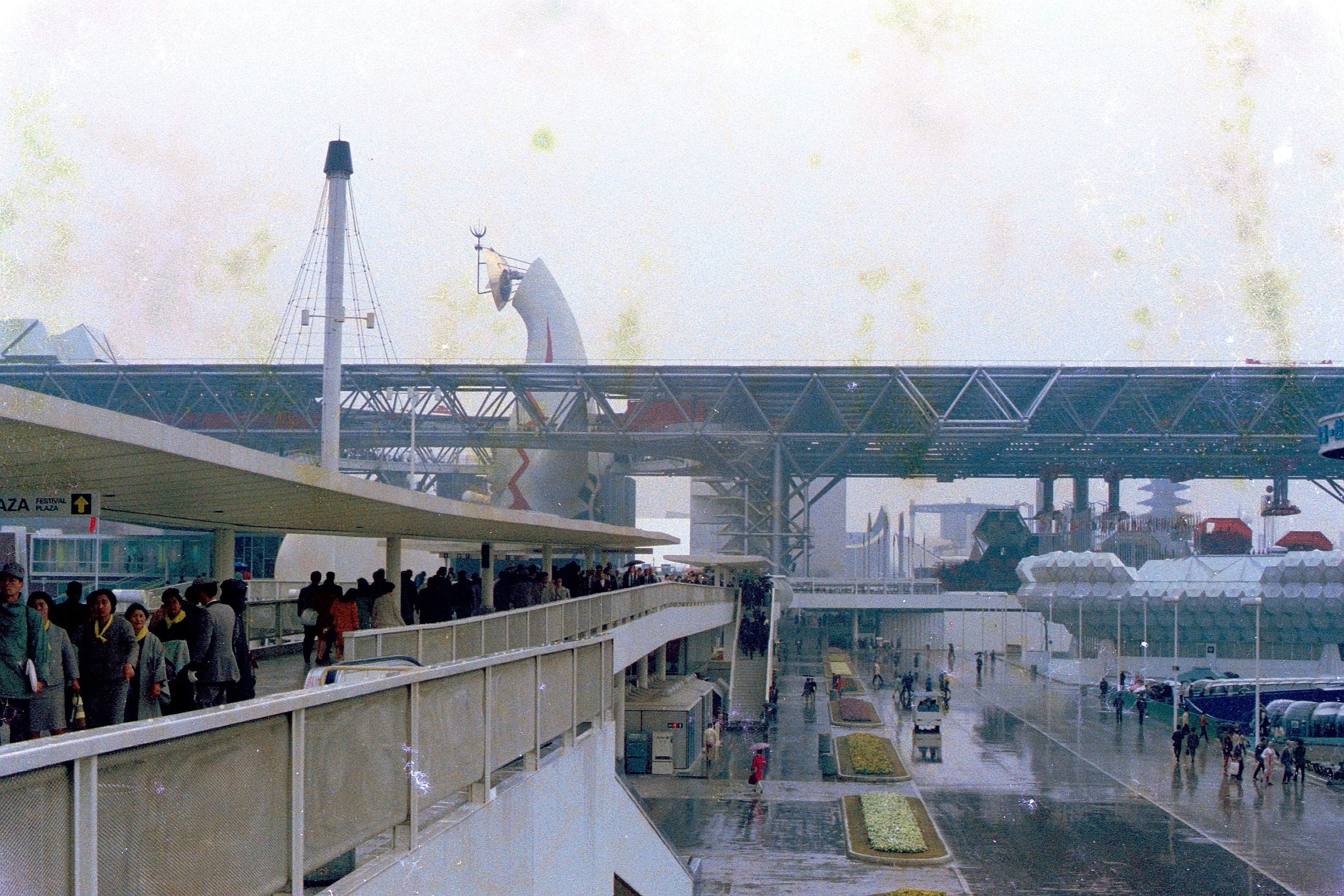
開催期間中の大屋根

大屋根（おおやね）は、1970年に大阪府吹田市の千里丘陵で開催された日本万国博覧会のシンボルゾーンの中央にかかっていた大きな屋根（建造物）である。デザインは丹下健三、製作及び施工は東洋工事（現・東レエンジニアリング）が担当した。
万博閉幕後も残されたが、1978年に解体された。

## 概要
屋根は、中央口の北からお祭り広場の後ろ側まで続く形で作られている。またテーマ館の太陽の塔より大屋根の案が先にあったが、岡本太郎が建設中の会場の視察中に屋根に穴を開けるかで丹下と揉めた。
結局、万博協会会長だった石坂泰三が丹下を説得して、屋根に直径54メートルの大きな穴を開けることで決着した。
太陽の塔の腕とはエスカレーターで結ばれ一部展示室（空中テーマ館、黒川紀章による）が設けられた。

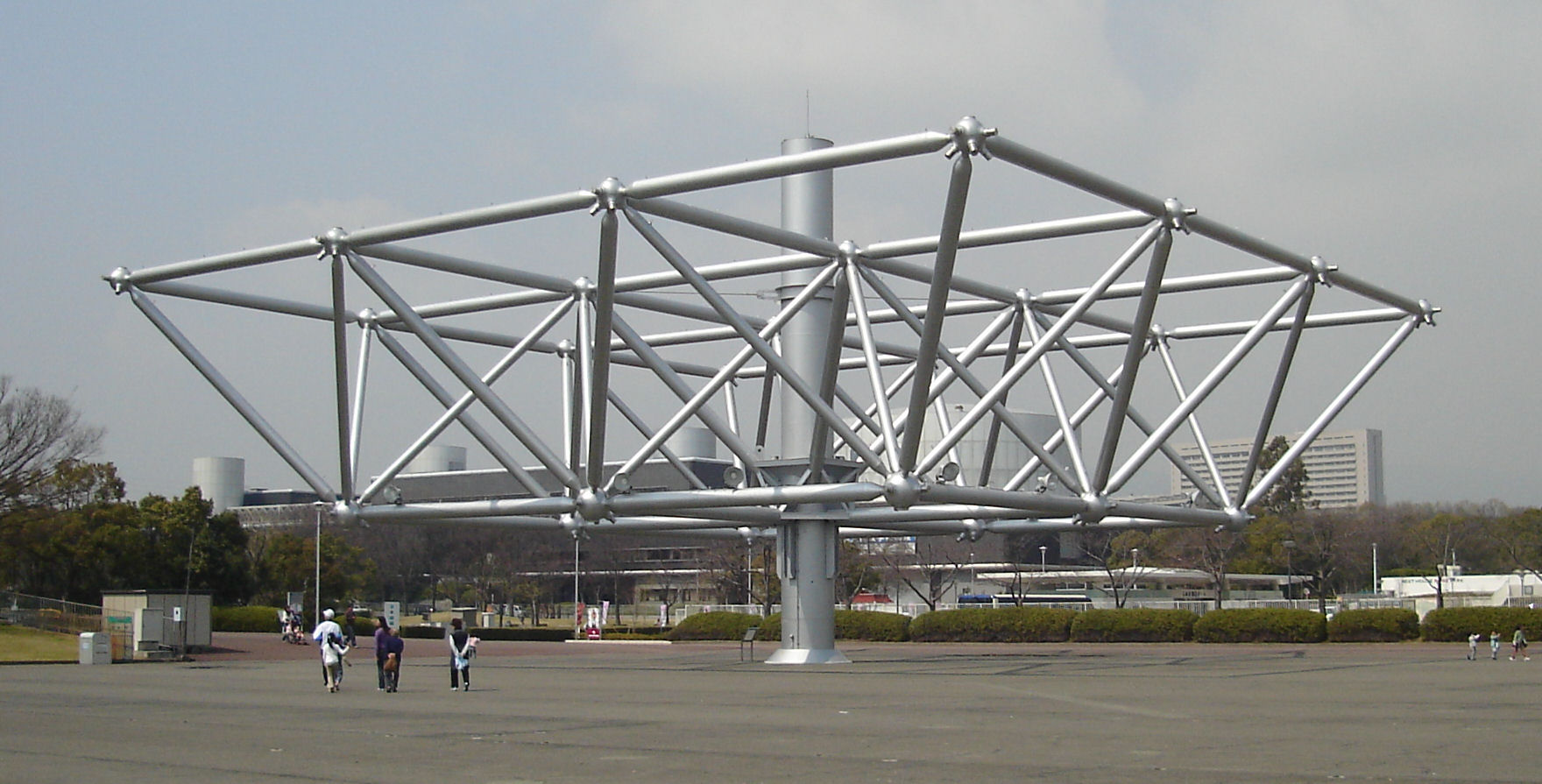
一部保存された大屋根

構造は、通常部直径800ミリメートル・柱頭部1000ミリメートルまたは900ミリメートルの鋳鉄の中空型ボールジョイントと、500ミリメートルまたは350ミリメートルのパイプを、クロームモリブデン鋼及びニッケルクロームモリブデン鋼製の高強度大径ボルトでつないだトラス構造による世界最大のスペースフレーム（立体格子）を用い、ダブルレイヤーグリッド式の1辺10.8メートルの正方形の網状鋼管グリッドを相互に接続し6本の柱で支えた。地上で組み立て持ち上げて完成させる工法がとられた（屋根を持ちあげる際にエアジャッキをアメリカから借りた）。また、解体の際にもジャッキで何日もかけて屋根を下ろし、地上で解体したという。

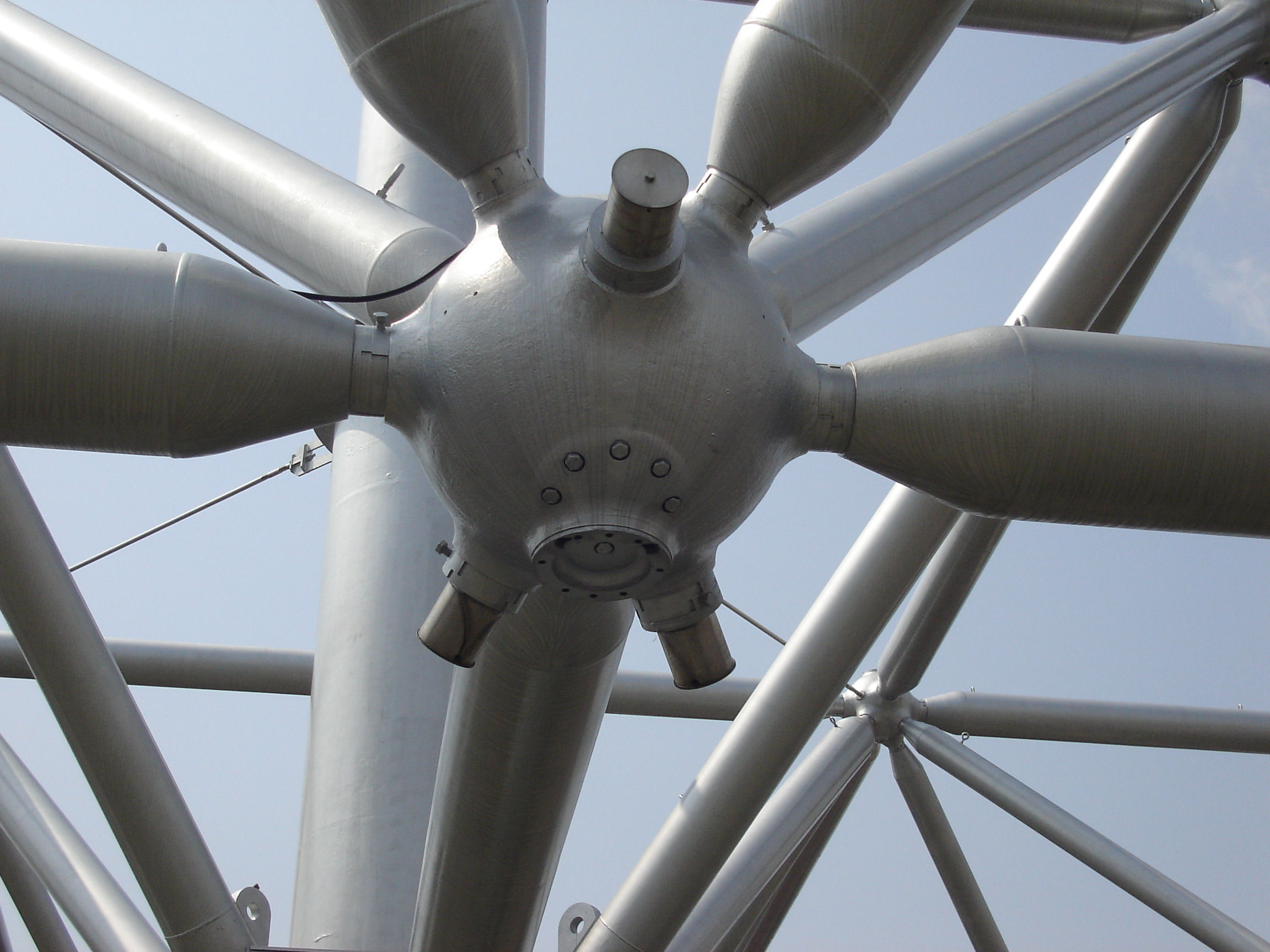
ボールジョイント

上面の天井はポリエステル製のニューマチックパネルとし、この上面の正方形換算で東西10個、南北27個並べた大きさであった。

### 諸元
- 面積：27,920平方メートル[2]
- 空中展示面積︰3,757.45平方メートル[2]
- 空中展示室収容人数︰2,500人[2]
- 高さ：36.50メートル - 37.748メートル(上端)[2]
- 幅（東西）：108メートル[2]
- 長さ（南北）：291.6メートル[2]
- 重量：4,204トン（屋根トラス3,320トン・柱884トン）[1]
- 総工費︰本体27億9775万円、測定装置1510万円[3]

## 空中展示室
太陽の塔の腕からエスカレーターで結ばれた大屋根内の展示室。展示はグラフィックデザイナーの粟津潔が手がけた。
次の4つのセクションに分かれて展示が行われた。
- 宇宙セクション
通信衛星「インテルサット4号」の原寸模型や未来からの侵入者「インベーダー」が展示された[5]。
- 人間セクション[5]
「世界一大きな絵本」「幻燈の壁」「胎児カプセル」「ひつぎカプセル」などが展示された[5]。
- 世界セクション
核爆弾に代表される現代世界の危機を訴える「矛盾の壁」などの導入部と、192面の三角形マルチスクリーン「マンダラマ」とで構成されていた[5]。
- 生活セクション
世界の新鋭建築家たちによる未来都市のイメージと、近未来に登場が予測される住宅カプセルの原寸モデルが展示された[5]。

## 沿革
- 1968年8月25日 - 1969年7月31日：構造部材制作。
- 1968年8月24日 - 1969年11月30日：躯体工事。
- 1968年10月26日 - 1969年2月28日︰電気設備工事。
- 1969年6月14日：リフトアップ工事開始。
- 1969年6月23日 - 8月9日：リフトアップ作業実施。
- 1969年7月26日 - 1970年2月28日：空中展示部門工事。
- 1970年3月1日 - 31日：測定装置工事。
- 1978年7月：大屋根含むお祭り広場解体[6]。

出典 : 